# Ртань (гора)
Ртань (серб. Ртањ) — гора в Сербии высотой 1565 метров (по другим данным, 1559 метров) над уровнем моря. Высшая точка горы — пирамидальный пик Шиляк (серб. Шиљак) карстового происхождения. Ртань также называют «Сербской пирамидой».

## География
Гора Ртань принадлежит к Восточно-Сербским горам, включающим в себя юго-западные отроги Карпат. Она находится на востоке Центральной Сербии, примерно в 200 км к юго-востоку от Белграда и в 30 км на запад от границы с Болгарией.
Ртань расположена между городами Болевац на севере и Сокобаня на юге. У восточного подножия горы находится село с таким же названием — Ртань. Севернее горы находятся сёла Луково и Мирово.
На северных склонах горы много скалистых утёсов, а южные склоны покрыты лугами с богатой растительностью, включая ежевику, некоторые виды гвоздики и горную мяту. Здесь также растёт так называемый «ртаньский чай» (чабер горный) — считается, что он обладает лечебными свойствами и является афродизиаком.

## История и легенды
По некоторым сведениям, в древности римские легионеры приходили к горе Ртань, поскольку считалось, что там быстрее заживлялись раны, полученные ими в сражениях.
По другой легенде, в давние времена на Ртани находился замок волшебника с сокровищами, которые были погребены в горе. Известно, что до Второй мировой войны на горе был рудник, владельцем которого был Юлиус Минх. В настоящее время у вершины горы находятся развалины часовни Святого Георгия, которая была построена в 1932 году, но впоследствии разрушена, в частности, из-за кладоискателей, которые взрывали гору динамитом.
Писатель-фантаст Артур Кларк называл гору Ртань «пупом Земли» (англ. the navel of the world), хранящим некую особенную энергию. Встречаются утверждения о том, что в районе горы существует «магнитная и гравитационная девиация».
В связи с предсказаниями о грядущем апокалипсисе, который якобы должен был произойти 21 декабря 2012 года, многие люди, верящие в то, что гора Ртань излучает особую мистическую энергию, планировали спастись от «конца света» у Ртани.